# Fiat CR.42
Fiat CR.42 Falco ("Falcon", số nhiều:Falchi) là một loại máy bay tiêm kích hai tầng cánh, được trang bị chủ yếu cho Regia Aeronautica (không quân Ý) trước và trong Chiến tranh Thế giới II. Máy bay do hãng Fiat Aviazione tại Turin chế tạo, được đưa vào trang bị số lượng nhỏ cho không quân Bỉ, Thụy Điển và Hungary. Trên 1.088 chiếc được chế tạo, đây là loại máy bay được sản xuất nhiều nhất của Italy tham gia vào Chiến tranh thế giới II. Fiat CR.42 là máy bay tiêm kích hai tầng cánh cuối cùng của Fiat được đưa vào trang bị cho các đơn vị ở tuyến đầu làm máy bay tiêm kích. Tình báo của không quân Anh đánh giá đấy là loại máy bay có khả năng cơ động đặc biệt và nhấn mạnh rằng "máy bay vô cùng mạnh mẽ." Hiệu năng của CR.42 được thể hiện tốt trong biên chế của Không quân Hungary ở Mặt trận phía Đông.

## Biến thể
CR.42CR.42 trang bị súng máy 12,7 mm (.5 in) và 1 khẩu 7,7 mm (.303 in). CR.42bis thay khẩu 7,7 mm bằng một khẩu 12,7 mm khác.
CR.42 EgeoDùng cho chiến trường Aegean, lắp thêm một thùng nhiên liệu 80 L (20 US gal) ở thân.
CR.42ASPhiên bản chi viện mặt đất trực tiếp.
CR.42B1 chiếc trang bị động cơ Daimler-Benz DB 601, vận tốc đạt cực đại 518 km/h (323 mph). Còn gọi là CR.42DB.
CR.42bisLắp 2 súng máy 12,7 mm.
CR.42CNPhiên bản tiêm kích bay đêm.
CR.42ter2 khẩu 12,7 mm (.5 in) và hai khẩu khác ở cánh.
ICR.42
CR.42LW
CR.42 "Bombe Alari"
CR.42 two-seaters
CR.42DB

## Quốc gia sử dụng
Bỉ
- Không quân Bỉ

 Đức
- Luftwaffe

 Hungary

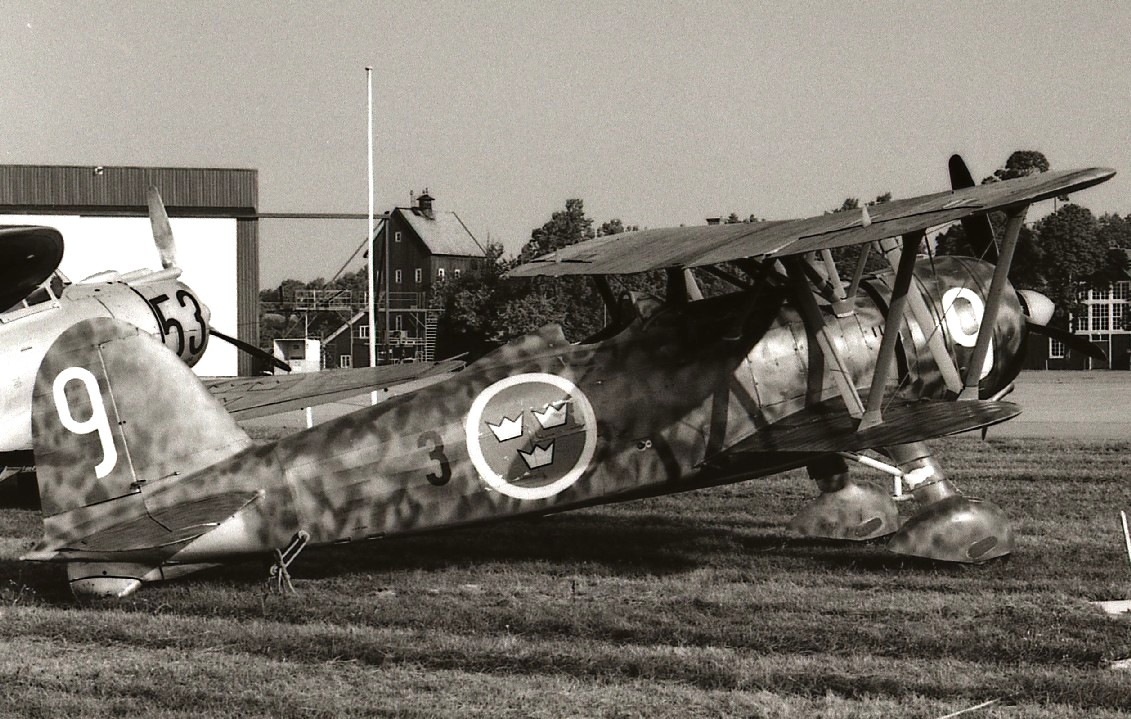
CR.42 của Không quân Thụy Điển (1976)

- Magyar Királyi Honvéd Légierő (Không quân Hungary)

 Ý
- Regia Aeronautica

 Tây Ban Nha
- Không quân Tây Ban Nha

 Thụy Điển
- Không quân Thụy Điển

## Tính năng kỹ chiến thuật (CR.42)

### Đặc điểm riêng
- Tổ lái: 1
- Chiều dài: 8.25 m (27 ft 1 in)
- Sải cánh: 9.70 m (31 ft 10 in) (cánh trên), 6.50 m (21 ft 4 in) (cánh dưới)
- Chiều cao: 3.585 m (10 ft)
- Diện tích cánh: 22.4 m² (241.0 ft²)
- Trọng lượng rỗng: 1,782 kg (3,929 lb)
- Trọng lượng có tải: 2,295 kg (5,060 lb)
- Động cơ: 1 × Fiat A.74 RC38, 627 kW (840 hp at 2,400 r.p.m./12,500 ft)

### Hiệu suất bay
- Vận tốc cực đại: 441 km/h (238 kn, 274 mph) trên độ cao 20,000 ft
- Vận tốc hành trình: 399 km/h (215 kn, 248 mph)
- Tầm bay: 780 km (420 nmi, 485 mi)
- Trần bay: 10,210 m (33,500 ft)
- Vận tốc lên cao: 11.8 m/s (2,340 ft/min)
- Lực nâng của cánh: 102 kg/m² (21 lb/ft²)
- Lực đẩy/trọng lượng: 270 W/kg (0.17 hp/lb)

### Vũ khí
- Súng máy: Breda SAFAT 7,7 mm (0.303 in)
  - Về sau: 2 khẩu 12,7 mm Breda SAFAT, 400 viên đạn /súng
  - 2 khẩu 12,7 mm (.5 in) ở dưới cánh.
- Bom: 200 kg (440 lb) trên 2 giá treo dưới cánh

### Chuỗi định danh máy bay
- Fiat CR.20 - Fiat CR.30 - Fiat CR.32 - Fiat CR.42

### Máy bay có sự phát triển liên quan
- Fiat CR.32

### Máy bay có tính năng tương đương
- Avia B-534
- Gloster Gladiator
- Polikarpov I-153
- Henschel Hs 123

### Danh sách khác
- Danh sách máy bay quân sự giữa hai cuộc chiến tranh thế giới